# Joaquín Fernández Roa
Joaquín Fernández Roa, conegut artísticament com a Joaquín Roa (Pamplona, 15 d'agost de 1890-ibídem, 24 de maig de 1981), va ser un actor, escriptor i dramaturg espanyol.

## Biografia
Va néixer a Pamplona, a la xurreria La Estrella, del carrer Hilarión Eslava. Va estudiar a l'Academia de Arte i al Colegio Huarte, cursant també alguns anys de piano i cant. També va ser membre de l'orfeó pamplonès, d'on va treure la base que li serviria després per cantar en sarsueles i revistes.
Debuta professionalment al teatre amb la companyia de Leonor Barberán i Hipólito Rodríguez l'any 1908, amb l'obra Don Juan Tenorio. Al 1915 s'incorpora a la companyia de Rosario Pino. Més tard passarà per les d'Ernest Vilches i Irene López Heredia, i també per la del Teatre de la Comedia de Madrid, fent representacions per tot Espanya. A la dècada dels quaranta crea la seva pròpia Compañía cómica de Joaquín Roa.
Va compaginar l'activitat teatral amb el cinema, i la televisió, en papers secundaris amb registre còmic. Va treballar en alguns dels films més destacats de la història del cinema espanyol, sota la direcció d'entre d'altres, José Luis Sáenz de Heredia, Rafael Gil, Edgar Neville, Juan de Orduña, Luis Garcia Berlanga, Fernando Fernán Gómez, Luis Buñuel, Juan Antonio Bardem, Lluís Lúcia o Ana Mariscal.
Com a escriptor va col·laborar de manera assídua amb la revista Pregón, publicant més de 70 articles sobre diverses temàtiques; també va col·laborar amb altres publicacions, com ara Meridiano Femenino, o Fiesta Taurina. Va escriure les obres de teatre: Presentimiento/ensayo de gran guignol; María de Aránzazu; i ¡Era un romántico!. A més, va escriure un anecdotari sobre el món del teatre - Anecdotario teatral -, i un altre sobre la ciutat de Pamplona - Folletín del hombre oportuno (literatura de un actor) -.

## Filmografia (selecció)
- La edad de oro (1930), de Luis Buñuel.
- El escándalo (1943), de José Luis Sáenz de Heredia.
- Eloísa está debajo de un almendro (1943), de Rafael Gil.
- Café de París (1943), d'Edgar Neville.
- El fantasma y Doña Juanita (1945), de Rafael Gil.
- Domingo de carnaval (1945), d'Edgar neville.
- La fe (1947), de Rafael Gil.
- El huésped de las tinieblas (1948) d'Antonio del Amo.
- Don Juan (1950) de José Luis Sáenz de Heredia.
- ¡Bienvenido, Mister Marshall! (1953), de Luis García Berlanga.
- Todo es posible en Granada (1954), de José Luis Sáenz de Heredia.
- Marcelino, pan y vino (1955), de Ladislao Vajda.
- El malvado Carabel (1956), de Fernando Fernán Gómez.
- Recluta con niño (1956), de Pedro Luis Ramírez.
- Los ladrones somos gente honrada (1956), de Pedro Luis Ramírez.
- La guerra empieza en Cuba (1957), de Manuel Mur Oti.
- Sólo para hombres (1960), de Fernando Fernán Gómez.
- Viridiana (1961), de Luis Buñuel.
- El camino (1963) d'Ana Mariscal.
- El extraño viaje (1964) de Fernando Fernán Gómez.
- El puente (1977), de Juan Antonio Bardem.
- Más que amor, frenesí (1996), d'Alfonso Albacete, Miguel Bardem i David Menkes.

## Teatre (selecció)
- Los caciques (1920), de Carlos Arniches.
- Una noche de primavera sin sueño (1942), d'Enrique Jardiel Poncela.
- El pañuelo de la dama errante (1945), d'Enrique Jardiel Poncela.
- El caso del señor vestido de violeta (1954), de Miguel Mihura.
- Esta noche tampoco (1961), de José López Rubio.
- El baño de las ninfas (1966), de Joaquín Calvo Sotelo.
- Primavera en la plaza de París (1968), de Víctor Ruiz Iriarte.
- Historia de un adulterio (1969), de Victor Ruiz Iriarte.

## Televisió (selecció)
- El último café (1970-1972), d'Alfonso Paso.
- El pícaro (1974). Cap. 9., de Fernando Fernán Gómez.